# Gustavo Ballas

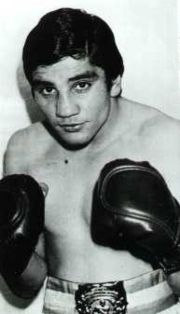
Gustavo Ballas.

Gustavo Ballas (n. Villa María, Córdoba, 10 de febrero de 1958) es un exboxeador argentino ganador del título mundial de la Asociación Mundial de Boxeo (AMB o WBA) en la categoría Supermosca el 12 de septiembre de 1981 y primer boxeador argentino en conseguir el título mundial invicto.

## Biografía

### Inicios
Nacido en Villa María, Córdoba, Argentina. Hijo menor de 5 hermanos, fue criado por su padre ya que su madre abandona la familia cuando era pequeño. Debido a la situación económica de su familia en ese entonces, Gustavo, a la edad de 10 años, se ve obligado a dejar el colegio y salir a vender en la calle.
Consigue un trabajo como lavacopas en una pizzería local, lugar donde escucha por radio una pelea de Nicolino Locche. Es entonces que decide ser boxeador.

### Amateur
Inicia su etapa amateur en marzo de 1975 bajo la dirección técnica de Alcides Rivera (Villa María), donde realizó 27 combates, de los cuales consigue 23 victorias, 3 empates y 1 derrota.

### Profesional
Ya radicado en la Ciudad de Mendoza, inicia su etapa profesional el 27 de abril de 1977, bajo la dirección técnica de Francisco "Paco" Bermúdez (Ciudad de Mendoza).
Realizó 120 combates, obteniendo 105 victorias (31 KO), 6 empates y 9 derrotas.
El 12 de septiembre de 1981 obtiene el título mundial de la AMB en la categoría Gallo Junior tras derrotar por KOT en el octavo round a Suk Chul Bae.
En su primera defensa (15 de diciembre de 1981) es derrotado por puntos por Rafael Pedroza en Panamá. Luego tratará de reconquistar la corona en dos ocasiones, la primera ante Jiro Watanabe en Osaka por KOT y la segunda frente a Sugar Baby Rojas en Miami por KOT.

## Títulos Obtenidos
- Campeón Mendocino (Mosca), el 15 de mayo de 1978
- Campeón Mundial AMB (Supermosca), vence a Suk Chul Bae (Corea) el 12 de setiembre de 1981.
- Campeón Argentino (Supermosca) vence a Luis Ocampo el 13 de noviembre de 1983.
- Campeón Sudamericano (Supermosca) el 14 de noviembre de 1986.
- Campeón Latinoamericano (Supermosca) el 15 de mayo de 1987.

## Distinciones
- 1981 Premio Olimpia en BOXEO.
- 1990 Premio Konex a la Trayectoria Deportiva.[2]
- 2000 Premio Cóndor Córdoba Deportes a la Trayectoria Deportiva.
- 2001 Premio Bamba por Deportista más destacado de la Ciudad de Villa María.

## Actualidad
Capacitado en la Universidad del Salvador en el Instituto de Prevención de la Drogodependencia, egresó como Socioterapeuta en Adicciones y se formó en la Universidad Nacional de Córdoba en Asistencia en Drogodependencia
Actualmente se encuentra disertando Charlas-Debate de Alcoholismo y Drogadicción.
Trabaja además con un equipo médico en los consultorios externos de A.T.I.L.R.A. Sede Villa María.